# Culicoides pallidimaculosus
Culicoides pallidimaculosus är en tvåvingeart som beskrevs av Tokunaga 1959. Culicoides pallidimaculosus ingår i släktet Culicoides och familjen svidknott. Inga underarter finns listade i Catalogue of Life.